# Alexander Krüzner
Alexander Krüzner (* 11. September 1889 in Wien; † 5. März 1954 ebenda) war ein österreichischer Politiker der Christlichsozialen Partei (CSP).

## Ausbildung und Beruf
Nach dem Besuch der Volksschule ging er an das Schottengymnasium in Wien und promovierte im Jahr 1920 im Studium der Rechte an der Universität Wien. Er wurde Ministerial-Vizesekretär.

## Politische Funktionen
- Verwaltungsjurist im Justizministerium
- Rechtskonsulent der Apostolischen Administration im Burgenland

## Politische Mandate
- 13. Juli 1922 bis 20. November 1923: Abgeordneter zum Nationalrat (I. Gesetzgebungsperiode), CSP